# Queensland Tennis Centre
Koordinaten: 27° 31′ 30″ S, 153° 0′ 26″ O
Das Queensland Tennis Centre ist ein Tenniszentrum in Tennyson, Brisbane, Australien. Es ist die Spielstätte des Brisbane International, ein Turnier der WTA Tour bei den Damen sowie der ATP Tour bei den Herren. Fertiggestellt wurde es im Dezember 2008. 
Der Hauptplatz hat eine Kapazität von 5500 Plätzen und ist nach dem ehemaligen australischen Tennisspieler Patrick Rafter benannt. Des Weiteren gibt es noch 22 Spiel- und Trainingsplätze.

## Bilder

Queensland Tennis Centre
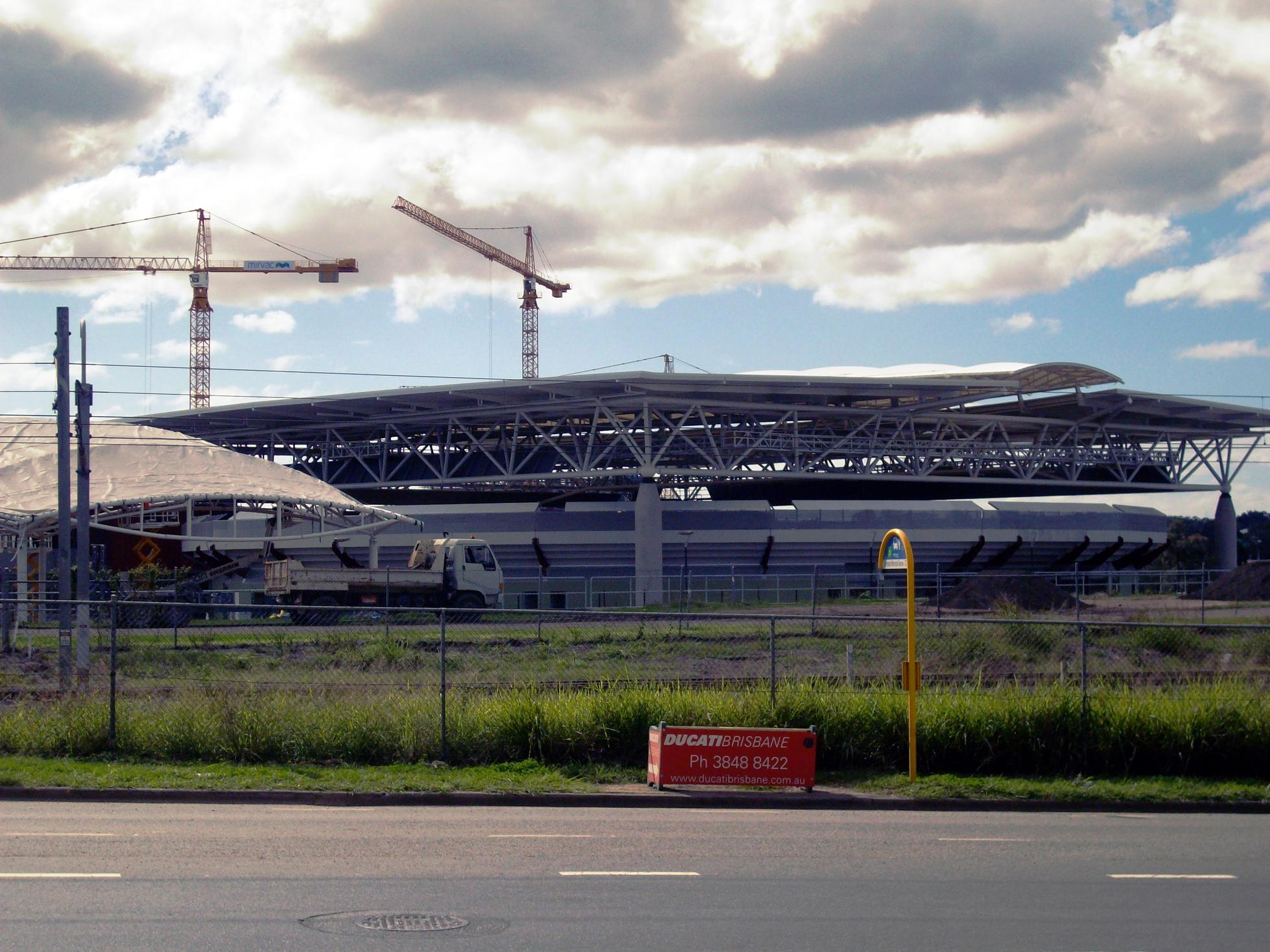
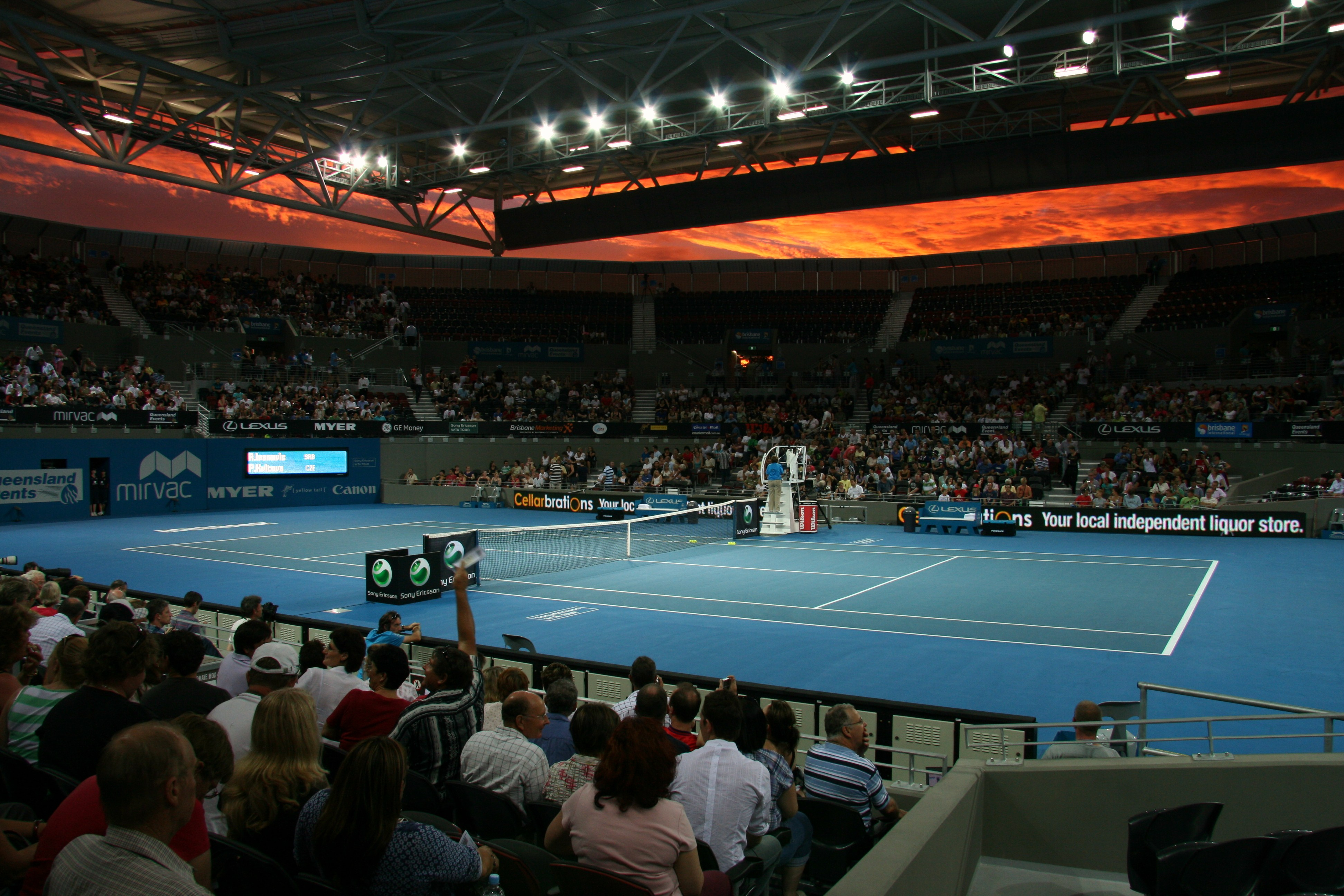
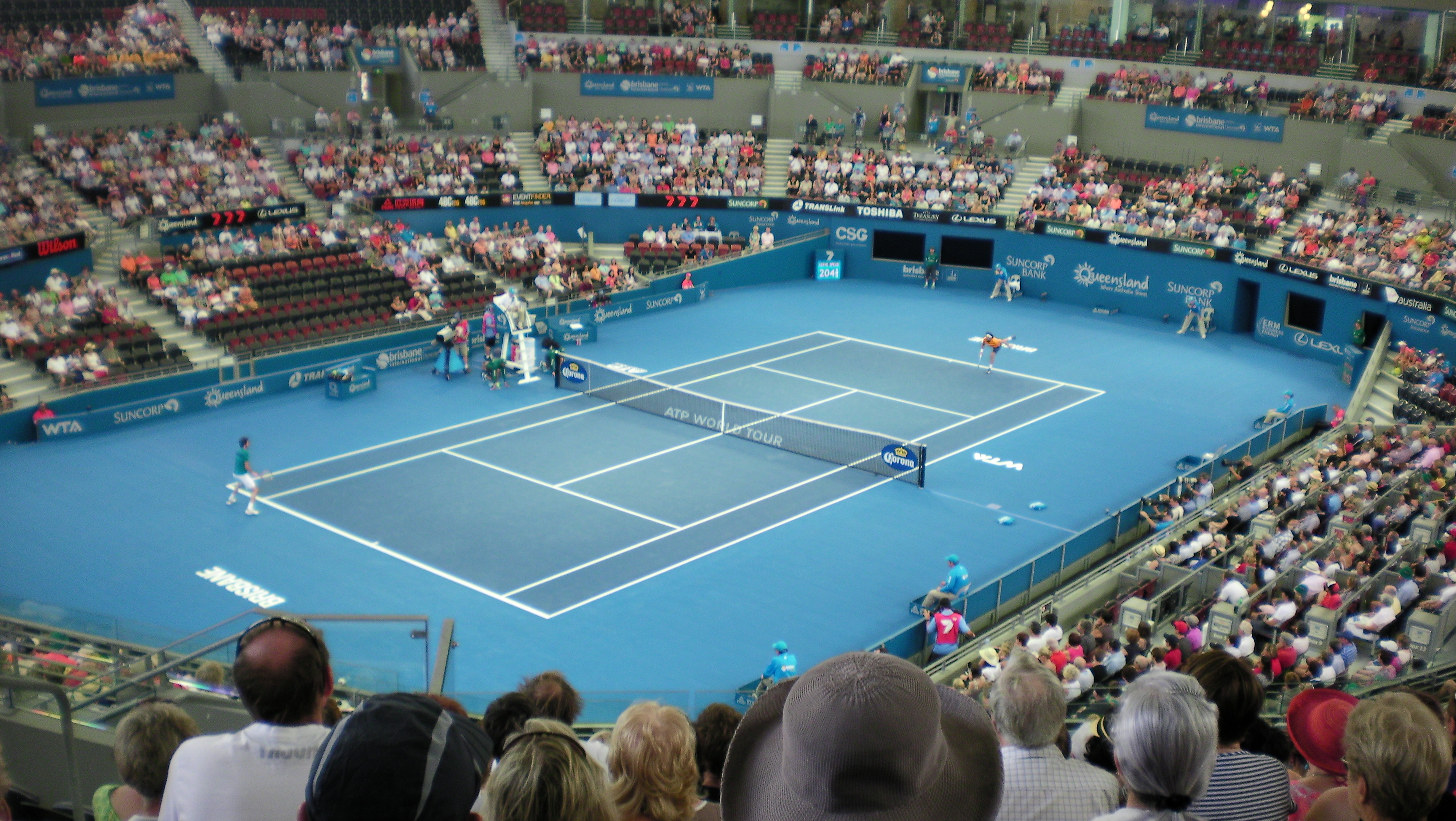
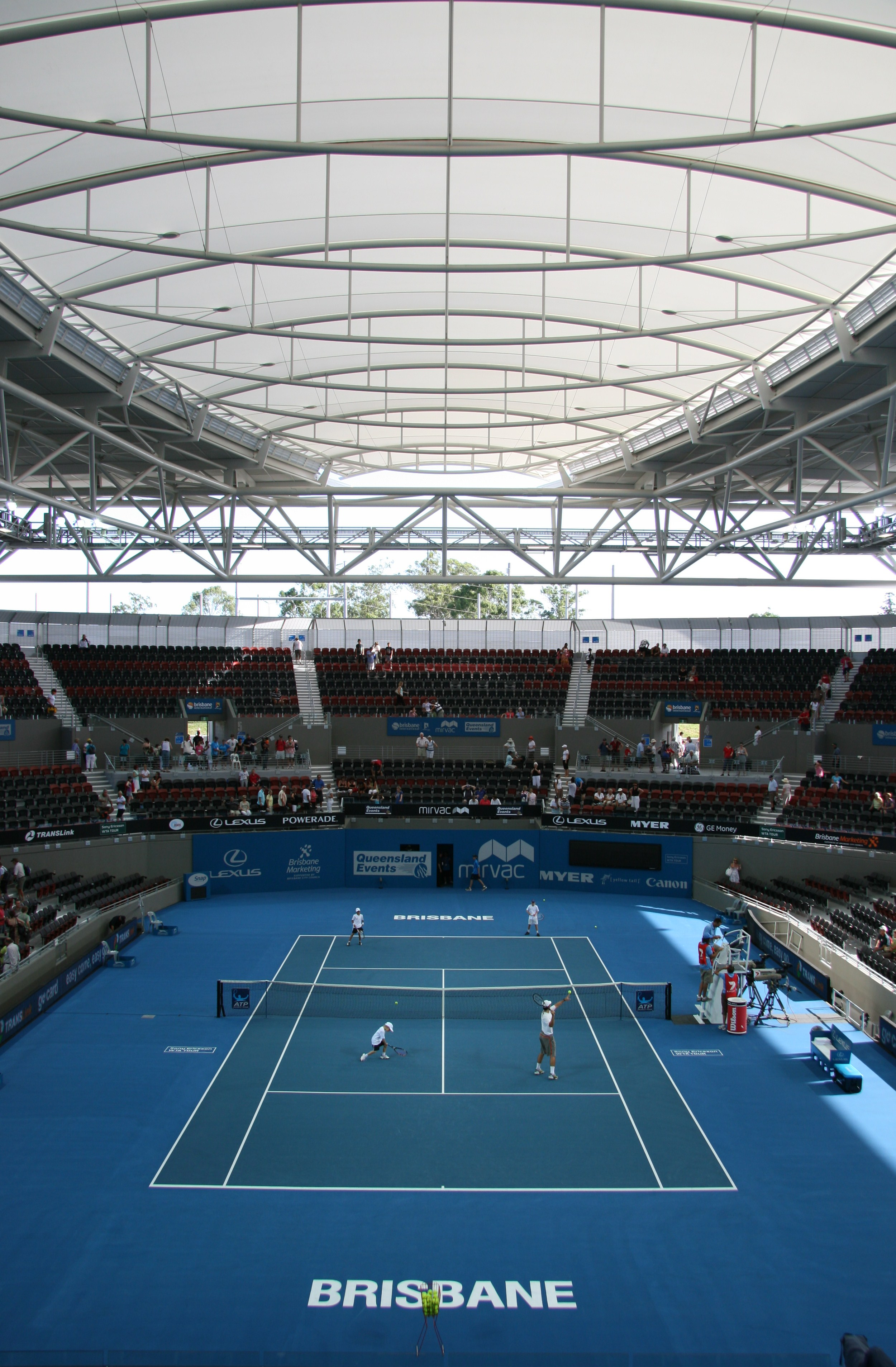